# 今村正美

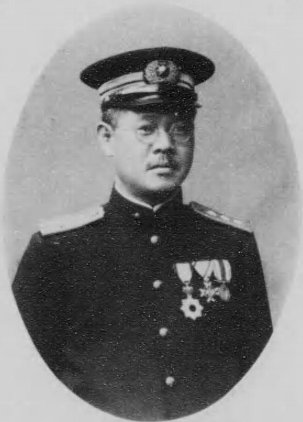
今村正美

今村 正美（いまむら まさみ / まさよし、1884年（明治17年）10月11日 - 1945年（昭和20年）2月22日）は、日本の検察官、内務・警察官僚、弁護士。官選滋賀県知事。

## 経歴
香川県丸亀市出身。今村信美の二男として出生。明治大学、日本大学の各法科を卒業。1905年11月、判事検事登用第1回試験に合格。1906年7月、司法官試補・和歌山区裁判所及同検事局事務修習となる。以後、大阪、岡山地方の各検事、山口県理事官、富山県警察部長、北海道庁警察部長、高知県書記官・内務部長、熊本県書記官・内務部長などを歴任。1927年5月、熊本県内務部長から滋賀県知事に就任（在任期間：昭和2年5月17日～昭和3年6月29日）。
1928年6月29日に休職し、1929年1月21日に朝鮮総督府慶尚北道知事に転任。同年12月11日、退官し弁護士となった。

## 著作
- 『行政法要義』中央書院、1911年。
- 『実用司法警察学』警眼社、1913年。
- 国分丸治共著『司法警察學』警眼社、1924年。